# Capivariano Futebol Clube
Il Capivariano Futebol Clube, noto anche semplicemente come Capivariano, è una società calcistica brasiliana con sede nella città di Capivari, nello stato di San Paolo.

## Storia
Il club è stato fondato il 12 ottobre 1918. Il Capivariano ha vinto il Campeonato Paulista Série A3 nel 1984 e il Campeonato Paulista Série A2 nel 2014.

## Palmarès

### Competizioni statali
- Campeonato Paulista Série A2: 2

2014, 2025
- Campeonato Paulista Série A3: 2

1984, 2023